# Tvrdoslav
Tvrdoslav (též Traslava, německy Droslau) je malá vesnice, část obce Velhartice v okrese Klatovy v Plzeňském kraji. Nachází se asi tři kilometry západně od Velhartic. Tvrdoslav leží v katastrálním území Nemilkov o výměře 6,74 km².

## Historie
První písemná zmínka o vesnici pochází z roku 1385.

## Obyvatelstvo
| Rok            | 1869 | 1880 | 1890 | 1900 | 1910 | 1921 | 1930 | 1950 | 1961 | 1970 | 1980 | 1991 | 2001 | 2011 | 2021 |
| -------------- | ---- | ---- | ---- | ---- | ---- | ---- | ---- | ---- | ---- | ---- | ---- | ---- | ---- | ---- | ---- |
| Počet obyvatel | 115  | 108  | 108  | 85   | 97   | 100  | 97   | 45   | 44   | 33   | 23   | 17   | 20   | 12   | 9    |
| Počet domů     | 16   | 15   | 13   | 13   | 13   | 14   | 15   | 16   | 16   | 9    | 8    | 5    | 11   | 12   | 13   |

## Obecní správa
Při sčítání lidu v letech 1850–1976 Tvrdoslav byl osadou obce Nemilkov, se kterým patřil nejprve do okresu Sušice, ale v letech 1880–1930 v okrese Klatovy, posléze v roce 1950 znovu v okrese Sušice a od roku 1960 opět v okrese Klatovy. Od 30. dubna 1976 je částí obce Velhartice v okrese Klatovy.

## Fotogalerie

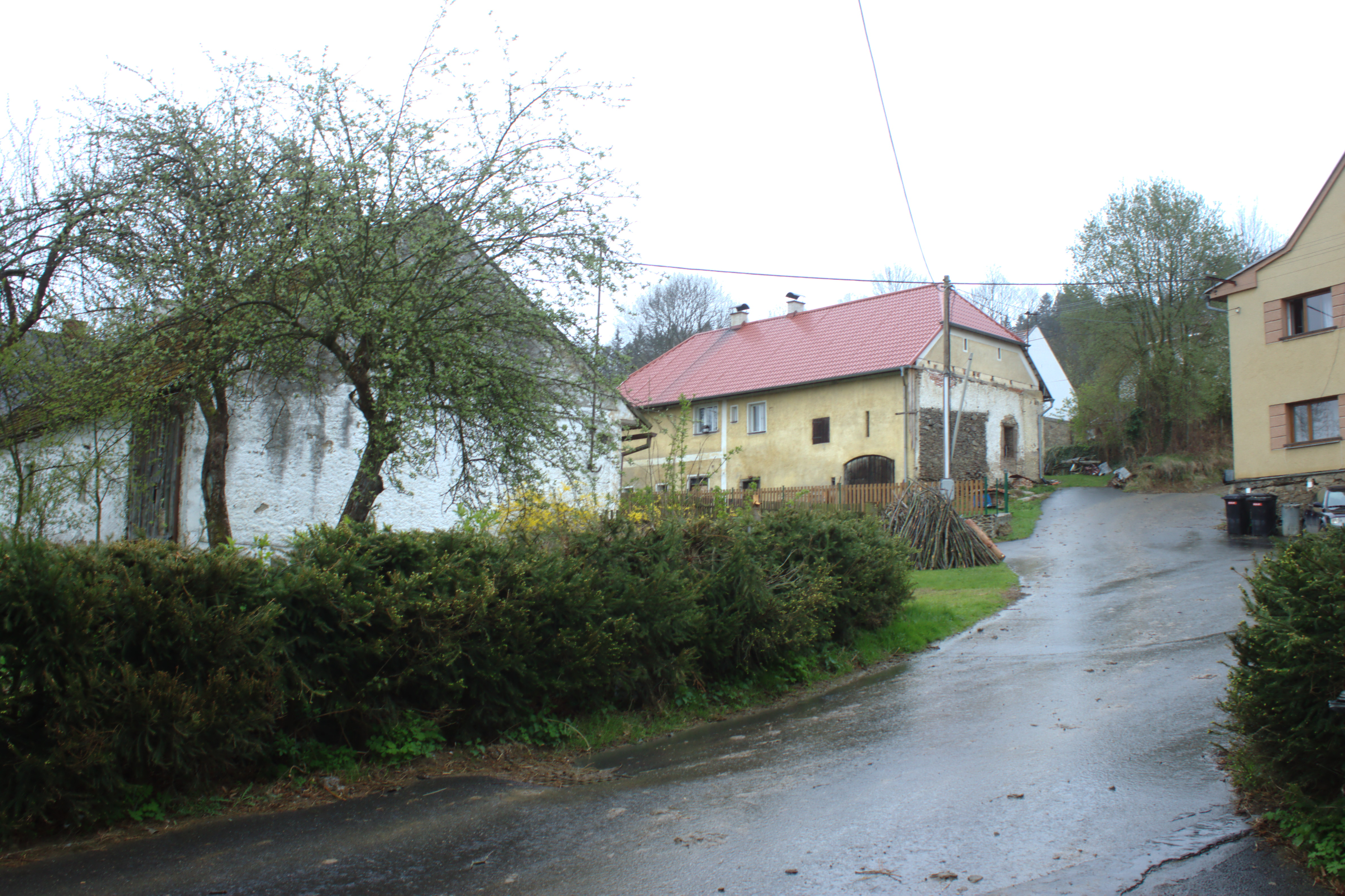
Místní domy
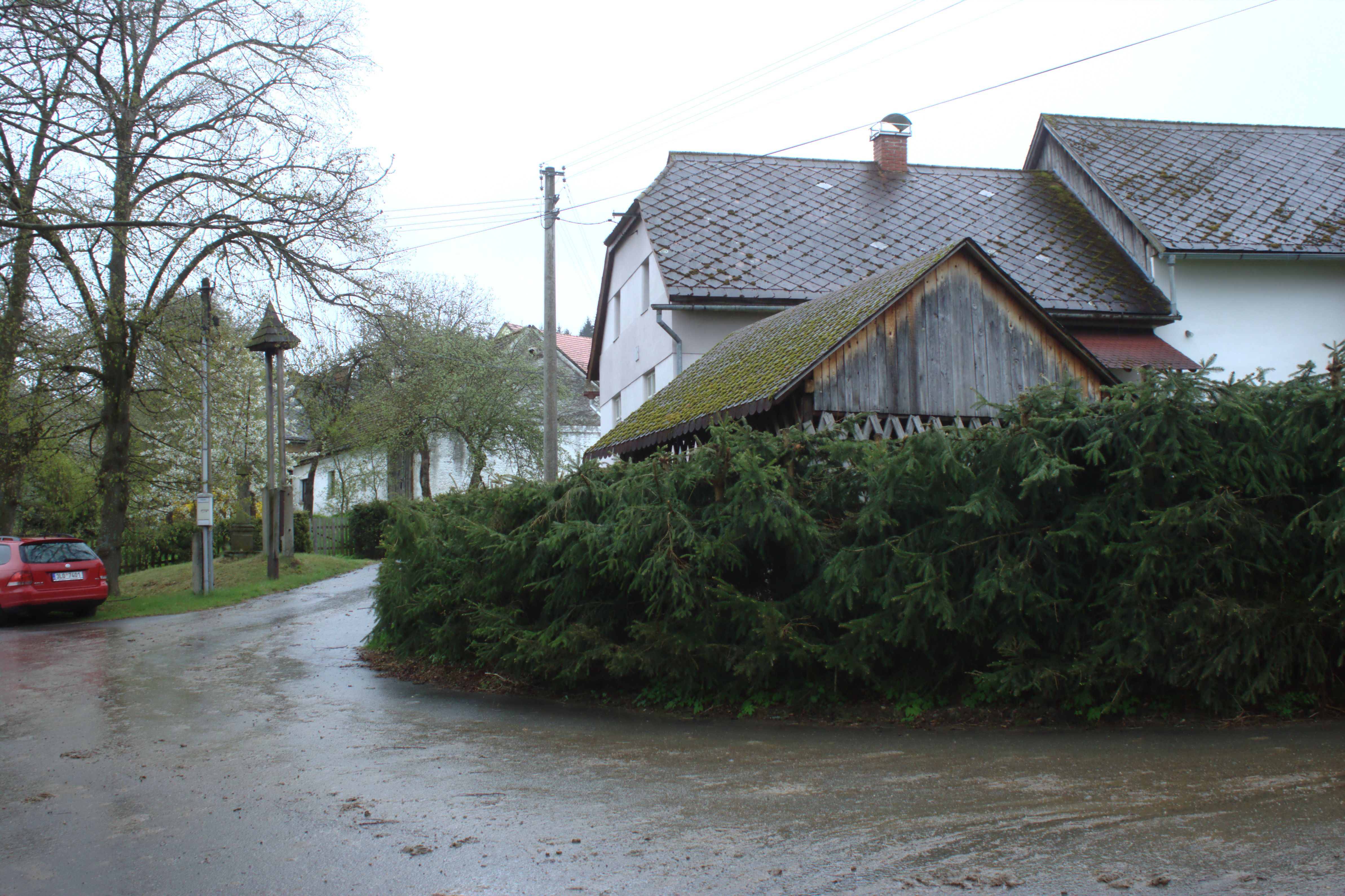
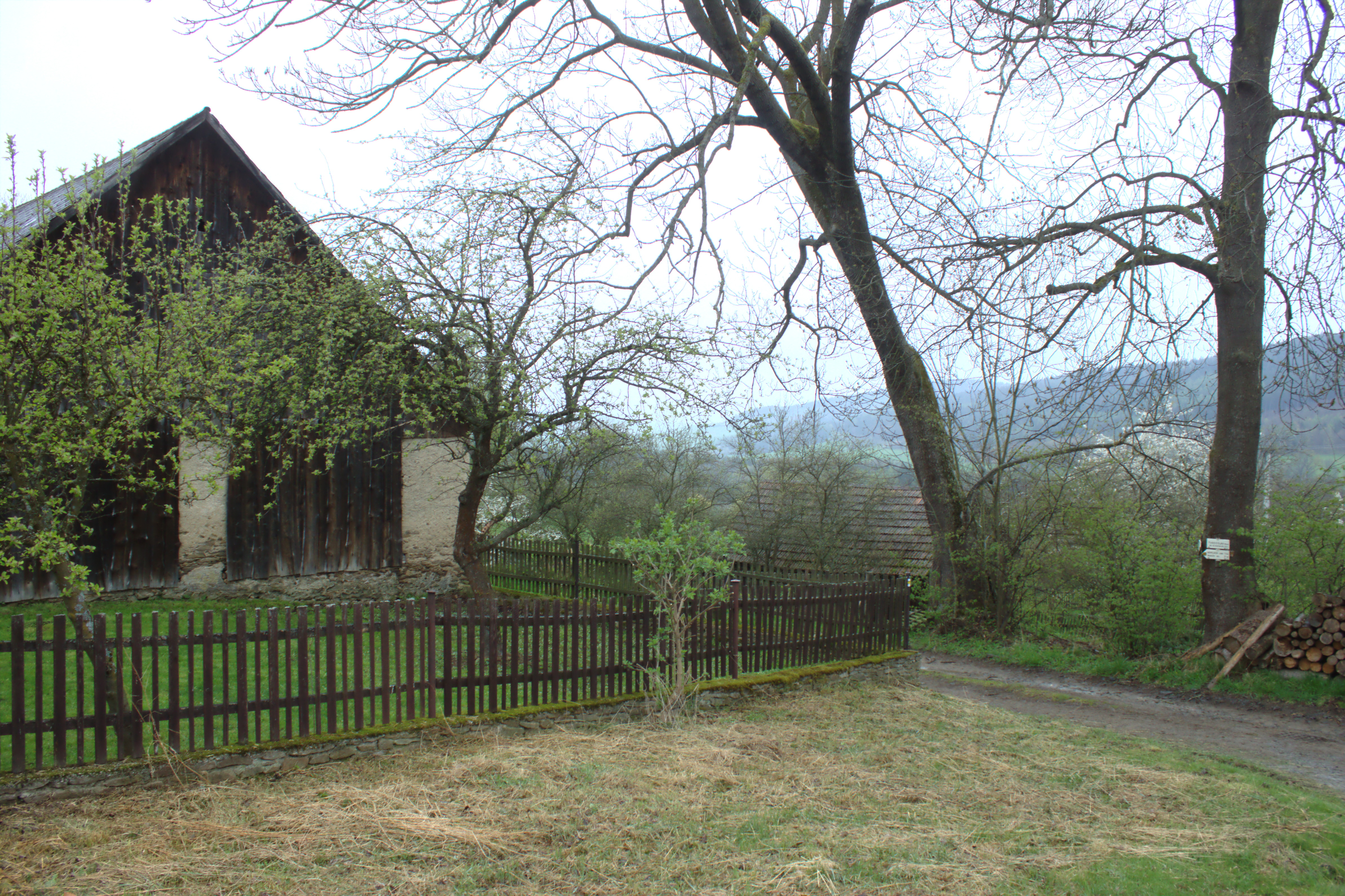